# Región de Ostrobotnia del Norte
Ostrobotnia del Norte (en finés: Pohjois-Pohjanmaa; en sueco: Norra Österbotten) es una región de Finlandia ubicada en Finlandia del norte, su capital es la ciudad de Oulu.

## Municipios
| - Alavieska (2,750) - Haapajärvi (7,640) - Haapavesi (7,287) - Hailuoto (989) - Ii (9,581) - Kalajoki (12,589) - Kempele (16,303) - Kuusamo (16,177) - Kärsämäki (2,758) | - Liminka (9,178) - Lumijoki (2,041) - Merijärvi (1,199) - Muhos (8,936) - Nivala (11,053) - Oulainen (7,912) - Oulu (192,680) - Pudasjärvi (8,717) - Pyhäjoki (3,350) - Pyhäjärvi (5,879) | - Pyhäntä (1,581) - Raahe (22,606) - Reisjärvi (2,992) - Sievi (5,279) - Siikajoki (5,617) - Siikalatva (6,070) - Taivalkoski (4,407) - Tyrnävä (6,482) - Utajärvi (2,952) - Vaala (3,309) - Ylivieska (14,307) |